# Augochlora quiriguensis
Augochlora quiriguensis är en biart som beskrevs av Cockerell 1913. Augochlora quiriguensis ingår i släktet Augochlora och familjen vägbin. Inga underarter finns listade.